# Nazionale maschile di hockey su prato dell'Ungheria
La nazionale di hockey su prato dell'Ungheria è la squadra di hockey su prato rappresentativa dell'Ungheria.

## Partecipazioni

### Mondiali
- 1971-2006 - non partecipa

### Olimpiadi
- 1908-1932 – non partecipa
- 1936 – 8º posto
- 1948-2008 – non partecipa

### Champions Trophy
- 1978-2008 – non partecipa

### EuroHockey Nations Championship
- 1970 - 17º posto
- 1974-2007 - non partecipa